# Jean Degrave
Pour les articles homonymes, voir Degrave.
Jean Georges Degrave, né le 5 juin 1921 à Janville-sur-Juine (Seine-et-Oise), et mort le 12 octobre 1993 dans le 14e arrondissement de Paris, est un comédien français.

## Filmographie

### Cinéma
- 1951 : Casque d'Or de Jacques Becker : un client chic
- 1951 : Le Cap de l'Espérance de Raymond Bernard
- 1953 : Madame de... de Max Ophüls : le clubman
- 1954 : Napoléon de Sacha Guitry : Davout
- 1955 : Les Aventures de Gil Blas de Santillane de René Jolivet
- 1955 : Chantage de Guy Lefranc : un inspecteur
- 1955 : Les Grandes Manœuvres de René Clair : un officier
- 1955 : Je suis un sentimental de John Berry : un avocat
- 1955 : Marguerite de la nuit de Claude Autant-Lara : un consommateur (non crédité)
- 1955 : Milord l'Arsouille d'André Haguet
- 1955 : Une fille épatante de Raoul André
- 1955 : Port du désir d'Edmond T. Gréville : un barman et un danseur
- 1956 : L'amour descend du ciel de Maurice Cam
- 1956 : En effeuillant la marguerite de Marc Allégret
- 1956 : L'Homme et l'enfant de Raoul André
- 1956 : Le Long des trottoirs de Léonide Moguy
- 1956 : La Mariée est trop belle de Pierre Gaspard-Huit
- 1956 : Miss catastrophe de Dimitri Kirsanoff
- 1956 : Quelle sacrée soirée de Robert Vernay
- 1956 : La Roue de André Haguet
- 1957 : Le Colonel est de la revue de Maurice Labro : (non crédité)
- 1957 : C'est la faute d'Adam de Jacqueline Audry
- 1957 : Chaque jour a son secret de Claude Boissol
- 1957 : Charmants Garçons de Henri Decoin
- 1957 : Clara et les Méchants ou Bourreaux d'enfantsde Raoul André
- 1957 : Deuxième Bureau contre inconnu de Jean Stelli
- 1957 : Fernand clochard de Pierre Chevalier
- 1957 : Police judiciaire de Maurice de Canonge
- 1957 : Pot-Bouille de Julien Duvivier
- 1957 : Le rouge est mis de Gilles Grangier
- 1957 : Le Septième Ciel de Raymond Bernard
- 1957 : Trois jours à vivre de Gilles Grangier
- 1957 : Un certain Monsieur Jo de René Jolivet
- 1958 : Le Dos au mur d'Édouard Molinaro
- 1958 : Archimède le clochard de Gilles Grangier
- 1958 : Ça n'arrive qu'aux vivants de Tony Saytor
- 1958 : Des femmes disparaissent de Édouard Molinaro
- 1958 : Le Désordre et la Nuit de Gilles Grangier
- 1958 : Madame et son auto de Robert Vernay
- 1958 : Maxime de Henri Verneuil
- 1958 : Soupe au lait de Pierre Chevalier
- 1958 : La Vie à deux de Clément Duhour
- 1959 : Les Dragueurs de Jean-Pierre Mocky
- 1960 : Le Gigolo de Jacques Deray
- 1960 : Le Président de Henri Verneuil
- 1961 : La Belle Américaine de Robert Dhéry et Pierre Tchernia
- 1961 : La Fayette de Jean Dréville
- 1961 : Les Trois Mousquetaires de Bernard Borderie, dans la première époque : Les ferrets de la reine
- 1962 : La Fille du torrent de Hans Herwig
- 1962 : Le Gentleman d'Epsom / Les Grands seigneurs de Gilles Grangier
- 1963 : Le cave est piégé (ou Chasse à l'homme) de Víctor Merenda
- 1963 : Les Durs à cuire de Jack Pinoteau
- 1963 : Judex de Georges Franju
- 1963 : Symphonie pour un massacre de Jacques Deray
- 1963 : Les Femmes d'abord de Raoul André
- 1964 : Le Bluffeur de Sergio Gobbi
- 1964 : L'Amour à la chaîne de Claude de Givray
- 1964 : Les Gorilles de Jean Girault
- 1964 : Thomas l'imposteur de Georges Franju
- 1965 : Angélique et le roy de Bernard Borderie
- 1966 : Brigade anti-gang de Bernard Borderie
- 1968 : Le Démoniaque de René Gainville
- 1970 : Peau d'Âne de Jacques Deray
- 1971 : Un cave de Gilles Grangier
- 1971 : Les Salopes vont en enfer - "Una lucertola con la pelle di donna" de Lucio Fulci
- 1972 : Le Charme discret de la bourgeoisie de Luis Buñuel
- 1972 : Le Complot de René Gainville
- 1973 : La Poursuite implacable de Sergio Sollima
- 1973 : Deux hommes dans la ville de José Giovanni
- 1973 : Le Bal du vaudou - "Una gota di sangre para morir amando"  de Eloy de la Iglesia
- 1974 : Le Bougnoul de Daniel Moosmann
- 1974 : Le Fantôme de la liberté de Luis Buñuel
- 1974 : Sexuellement votre de Max Pécas
- 1975 : Couche-moi dans le sable et fais jaillir ton pétrole de Norbert Terry
- 1977 : L'Horoscope de Jean Girault
- 1977 : La Jument vapeur de Joyce Buñuel
- 1977 : On peut le dire sans se fâcher de Roger Coggio
- 1978 : New generation de Jean-Pierre Lowf-Legoff
- 1979 : L'Associé de René Gainville
- 1979 : Gros calin de Jean-Pierre Rawson
- 1982 : On n'est pas sorti de l'auberge de Max Pécas
- 1983 : Le Juge de Philippe Lefebvre

### Télévision
- 1956 : Eugénie Grandet de Maurice Cazeneuve : Le Président Cruchot
- 1964 : L'Abonné de la ligne U de Yannick Andreï
- 1965 : Rocambole de Jean-Pierre Decourt - (Rocambole) (2e série)
- 1967 : Au théâtre ce soir : Mon bébé de Maurice Hennequin d'après Baby Mine de Margaret Mayo, mise en scène Jacques-Henri Duval, réalisation Pierre Sabbagh, Théâtre Marigny
- 1968 : Au théâtre ce soir : Liberté provisoire de Michel Duran, mise en scène Robert Manuel, réalisation Pierre Sabbagh, Théâtre Marigny
- 1968 : Le Tribunal de l'impossible de Michel Subiela (série télévisée) (épisode Nostradamus alias Le Prophète en son pays) de Pierre Badel
- 1969 : Au théâtre ce soir : Une femme ravie de Louis Verneuil, mise en scène Robert Manuel, réalisation Pierre Sabbagh, Théâtre Marigny
- 1969 : Au théâtre ce soir : Caroline a disparu de Jean Valmy et André Haguet, mise en scène Jacques-Henri Duval, réalisation Pierre Sabbagh, Théâtre Marigny
- 1970 : Au théâtre ce soir : Doris de Marcel Thiébaut, mise en scène Jacques-Henri Duval, réalisation Pierre Sabbagh, Théâtre Marigny
- 1970 : Au théâtre ce soir : Mary-Mary de Jean Kerr, adaptation Marc-Gilbert Sauvajon, mise en scène Jacques-Henri Duval, réalisation Pierre Sabbagh, Théâtre Marigny
- 1970 : Au théâtre ce soir : Dix petits nègres d'Agatha Christie, mise en scène Raymond Gérôme, réalisation Pierre Sabbagh, Théâtre Marigny
- 1971 : Au théâtre ce soir : Tapage nocturne de Marc-Gilbert Sauvajon, mise en scène Jacques-Henri Duval, réalisation Pierre Sabbagh, Théâtre Marigny
- 1971 : Au théâtre ce soir : La Collection Dressen de Harry Kurnitz, adaptation Marc-Gilbert Sauvajon, mise en scène Jacques-Henry Duval, réalisation Pierre Sabbagh, Théâtre Marigny
- 1972 : François Gaillard ou la vie des autres de Jacques Ertaud, épisode : Pierre
- 1972 : Les Boussardel, mini-série réalisée par René Lucot adaptée de la suite romanesque Les Boussardel de Philippe Hériat
- 1972 : Au théâtre ce soir : Noix de coco de Marcel Achard, mise en scène Jean Meyer, réalisation Pierre Sabbagh, Théâtre Marigny
- 1972 : Au théâtre ce soir : Je viendrai comme un voleur de Georges de Tervagne, mise en scène Jacques-Henri Duval, réalisation Pierre Sabbagh, Théâtre Marigny
- 1974 : Au théâtre ce soir : Madame Sans Gêne de Victorien Sardou et Émile Moreau, mise en scène Michel Roux, réalisation Georges Folgoas, Théâtre Marigny
- 1974 : Malaventure ép. « Aux innocents les mains sales » de Joseph Drimal
- 1975 : Au théâtre ce soir : Demandez Vicky de Marc-Gilbert Sauvajon, mise en scène Jacques-Henri Duval, réalisation Pierre Sabbagh, Théâtre Édouard VII
- 1975 : L'Homme sans visage de Georges Franju
- 1976 : Minichronique de René Goscinny et Jean-Marie Coldefy, épisode Les déjeuners d'affaires et Crème et châtiment : le maître d'hôtel
- 1976 : Nick Verlaine ou Comment voler la Tour Eiffel, de Claude Boissol, épisode : Histoire d'eau
- 1977 : Richelieu, le Cardinal de Velours de Jean-Pierre Decourt
- 1977 : Dernier appel d'Abder Isker
- 1978 : Les Amours sous la Révolution : Les Amants de Thermidor de Jean-Paul Carrère
- 1979 : Histoires de voyous : Les Marloupins de Michel Berny
- 1979 : Les Quatre Cents Coups de Virginie de Bernard Queysanne
- 1987 : Les Enquêtes du commissaire Maigret, épisode : Maigret voyage de Jean-Paul Carrère
- 1989 : Tribunal (série télévisée) (épisode: Une affaire de coeur): Jean Pierre Taran

## Théâtre
- 1949 : L'Archipel Lenoir d'Armand Salacrou, mise en scène Charles Dullin, Théâtre des Célestins
- 1949 : Un inspecteur vous demande de John Boynton Priestley, mise en scène Pierre Valde, Studio des Champs-Élysées
- 1956 : La Cuisine des anges d'Albert Husson, mise en scène Christian-Gérard, Théâtre des Célestins
- 1962 : Flora de Fabio Mauri et Franco Brusati, mise en scène Jules Dassin, Théâtre des Variétés
- 1965 : Caroline a disparu d'André Haguet et Jean Valmy, mise en scène Jacques-Henri Duval, Théâtre des Capucines
- 1972 : Occupe-toi d'Amélie de Georges Feydeau, mise en scène Jacques-Henri Duval,   Théâtre des Célestins